# Gorzuchów
Gorzuchów (tuż po wojnie Mylno, niem. Möhlten) – wieś sołecka w Polsce położona w województwie dolnośląskim, w powiecie kłodzkim, w gminie Kłodzko. W latach 1975–1998 miejscowość administracyjnie należała do województwa wałbrzyskiego.
| SIMC    | Nazwa    | Rodzaj     |
| ------- | -------- | ---------- |
| 1063959 | Giełczów | przysiółek |

## Geografia

### Położenie geograficzne
Gorzuchów leży w Kotlinie Kłodzkiej, w Sudetach, w Dolinie Ścinawki, w południowo-zachodniej Polsce. Od Kłodzka, stolicy gminy i powiatu jest oddalony o 8 km na północny zachód. Na zachodzie graniczy ze Ścinawką Dolną (Gmina Radków), na północy z Bożkowem (Gmina Nowa Ruda) i Święckiem, na wschodzie z Bierkowicami, na południu z Piszkowicami i Ruszowicami.
Według danych z 2008 r. wieś zajmowała obszar 3,3 km², co stanowiło 1,31% powierzchni gminy Kłodzko.

### Warunki naturalne
Gorzuchów jest niewielką wsią o nietypowym dla tego rejonu układu wielodrożnicowym. Leży na wysokości ok. 300–315 m n.p.m. nad Bożkowskim Potokiem, u jego ujścia do Ścinawki. Osadę otaczają użytki rolne na dobrych glebach. Lasy porastają jedynie wierzchołki niektórych wzniesień. Najwyższym wzniesieniem jest Orla (401 m n.p.m.), wznosząca się na prawym brzegu rzeki.

### Budowa geologiczna
Okolice Gorzuchowa zaliczają się do bardzo interesujących pod względem budowa geologicznej. Wzniesienia zbudowane są amfibolitów, w których występują m.in. granaty oraz z fyllitów, w których można spotkać epitody. Natomiast dno Doliny Ścinawki wyścielają grubą warstwą osady trzeciorzędowe. W trzeciorzędowych żwirach, w śladowych ilościach pojawia się złoto. Tereny Gorzuchowa były pokryte lodowcem w okresie zlodowacenia. Osady polodowcowe są szczególnie dobrze widoczne pomiędzy Gorzuchowem a położoną w sąsiedztwie Ścinawką Dolną, gdzie odsłaniają się krawędzie doliny rzeki, w postaci pokładów piasków i glin zalegających na trzeciorzędowych żwirach i białych iłach.

## Demografia
Liczba ludności Gorzuchowa na przestrzeni stuleci kształtowała się następująco:
Wieś posiada stosunkowo ustabilizowaną sytuację demograficzną, a nawet zaznaczyła się w drugiej połowie XX w. tendencja wzrostowa. Spowodowane jest to stosunkowo korzystnym położeniem geograficznym, dobrymi połączeniami komunikacyjnymi oraz dobrymi warunkami glebowymi.

## Historia
| 1351 | Melhotin Melhotyn |
| 1354 | Melhoten          |
| 1389 | Melotyn           |
| 1406 | Melten            |
| 1416 | Melotin           |
| 1499 | Melitau           |
| 1549 | MMeltav Meltaw    |
| 1631 | Melteu            |
| 1748 | Mellten           |
| 1765 | Mölten            |
| 1825 | Möhlten           |
| 1945 | Militowo          |
| 1945 | Miłocin           |
| 1945 | Miłotyń           |
| 1946 | Gorzuchów         |

### Początki wsi
Gorzuchów powstał jako wieś przedlokacyjna, przed połową XIII w., prawdopodobnie na tzw. wolniźnie, w wyniku karczunku lasu, na co wskazywałaby pierwotna forma nazwy – Melhotin. Powstanie osady w tym miejscu było związane z dogodnym położeniem na szlaku do Broumova. Wieś dysponowała 10 łanami gruntów. Jej ludność należała do parafii w pobliskich Piszkowicach, a sama wieś do dóbr rodu von Maltwiczów. W 1351 r. doszło do transakcji o wartości 4 marek między Ebirhartem von Matwiczem a Wolferamem Czeterwangiem, która dotyczyła również Gorzuchowa. W 1416 r. majątek ziemski w tej osadzie wynosił 6 łanów i 1 pręt gruntów, a roszczenia do niego zgłaszał von Haugwitz. Przez cały czas wieś była związana z sąsiednim Bożkowem, który był siedzibą posiadłości.

### Czasy nowożytne
Gorzuchów nigdy nie przekształcił się w dużą osadę. W 1631 r. mieszkało tu 15 gospodarzy, z czego 7 płaciło podatki kościelne (dziesięcina i świętopietrze). W 1748 r. posiadaczem Gorzuchowa był hr. von Götz, a zamieszkiwało ją 3 kmieci i 22 zagrodników oraz chałupników. Pomimo tego majątek hrabiego był szacowany w 1765 r. na ok. 11 tys. talarów. Nadal wtedy mieszkało tu 3 kmieci, ale już tylko 21 zagrodników i 5 chałupników, wśród których było 3 rzemieślników.
XVIII w. przyniósł ze sobą zmianę przynależności państwowej wsi, która wraz z całym hrabstwem kłodzkim z Monarchii Habsburskiej na Królestwo Pruskie na mocy pokojów: wrocławskiego w 1742 r. i hubertusburskiego z 1763 r., które kończyły tzw. wojny śląskie.
W drugiej połowie XVIII w. wieś zmieniła właściciela, którym został posiadacz dóbr bożkowskich – hr. von Magnis. W 1782 r. Gorzuchów składał się z dwóch części, ponieważ powstała kolonia – Gorzuchówek. W samej wsi było 36 budynków, w tym młyn wodny i folwark, a mieszkało 3 kmieci oraz 31 zagrodników o chałupników, zaś w kolonii tylko 4 zagrodników. We wsi pracowało 7 rzemieślników.

### XIX wiek
Pierwsza połowa tego stulecia przyniosła rozwój Gorzuchowa. W 1840 r. były tu 43 budynki, w tym młyn wodny, folwark i 2 gorzelnie, a wśród mieszkańców było 3 rzemieślników i 7 handlarzy. W 1870 r. majątek hr. von Magnisa liczył 744 morgi ziemi. We wsi mieszkał dzierżawca Faulhaber. Do dalszego rozwoju Gorzuchowa przyczynił się rozwój kolei na ziemi kłodzkiej i budowa linii kolejowej z Kłodzka do Wałbrzycha. W Gorzuchowie zbudowano w roku 1879 stację kolejową. Ożywiło to wieś, ponieważ stacja obsługiwała pobliski Bożków. Cieszyła się także powodzeniem wśród turystów, dla których stanowiła punkt wypadowy do pałacu w Bożkowie oraz sztucznej, romantycznej ruiny zamku na Grodziszczu. Pod koniec XIX w. powstała mała roszarnia.

### XX wiek
Wiek XX przyniósł ze sobą tragiczne w skutkach dwie wojny światowe, które ominęły Gorzuchów. Mimo to skutki tego drugiego konfliktu były dla miejscowości bardzo dotkliwe, ponieważ oznaczały zmianę przynależności państwowej Gorzuchowa, który został przyłączony do Polski. Dodatkowo na mocy umów międzynarodowych została wysiedlona w głąb Niemiec dotychczasowa ludność wsi, a w zamian na jej miejsce zostali sprowadzeni Polacy.

## Edukacja i kultura
W Gorzuchowie w okresie międzywojennym działa szkoła podstawowa, która istniała do lat 70. XX w. W związku z reorganizacją oświaty na tym terenie została zlikwidowana. Obecnie dzieci w wieku 7–13 lat uczęszczają do szkoły podstawowej w Bierkowicach. Młodzież w wieku 13–16 lat kontynuuje naukę w Gimnazjum Publicznym im. Władysława Reymonta w Kłodzku.
Wieś nie posiada osobnej parafii katolickiej. Tutejsi mieszkańcy należą od czasów średniowiecza do parafii św. Jana Chrzciciela w Piszkowicach.

## Administracja
Gorzuchów po zakończeniu II wojny światowej znalazł się w granicach Polski. W latach 1945–1975 wieś wchodziła w skład powiatu noworudzkiego, należącego do województwa wrocławskiego. W 1954 r. władze centralne zlikwidowały gminy, tworząc w ich miejsce gromady, obejmujące swoim zasięgiem po kilka wsi. Gorzuchów tworzył wspólną gromadę z Bożkowem, a następnie wchodził w skład województwa wałbrzyskiego i gminy Bożków, a po jej likwidacji w 1976 r. – gminy Kłodzko.
W 1990 r. po transformacji ustrojowej państwa polskiego i przywróceniu samorządów władze gminy Kłodzko I kadencji zadecydowały o podziale gminy na jednostki pomocnicze – sołectwa. Jedno z nich utworzono w Gorzuchowie, które objęło swoim terytorium obszar całej wsi. Na jego czele stoi sołtys, jako jednoosobowy organ władzy wykonawczej, który ma do pomocy radę sołecką. Funkcję sołtysa sprawuje Marek Opanowicz, z kolei koordynatorem samorządowym jest Marzena Ogrodowczyk.
Mieszkańcy wsi wybierają do Rady Gminy dwóch radnych co 4 lata, tworząc wspólny okręg wyborczy z Korytowem, Mikowicami, Roszycami, Ruszowicami, Piszkowicami, Kamieńcem, Bierkowicami, Gołogłowami, Święckiem i Łączną.

## Infrastruktura

### Transport
Gorzuchów leży na skrzyżowaniu ważnych szlaków komunikacyjnych ziemi kłodzkiej. Przez wieś przechodzi droga wojewódzka nr 381 z Wałbrzycha przez Nową Rudę do Kłodzka oraz droga wojewódzka nr 386 ze Ścinawki Średniej. We wsi znajduje się przystanek autobusowy. Komunikację autobusową na obszarze Gorzuchowa obsługuje PKS Kłodzko.
Przez wieś przechodzi linia kolejowa nr 286 z Kłodzka Głównego do Wałbrzycha Głównego. Trasa ta powstała w latach 1879–1880. W południowej części osady znajduje się przystanek osobowy – Gorzuchów Kłodzki. Ruch pasażerski wstrzymano w 2004 r., przywracając go po 5 latach po przejęciu obsługi linii przez Koleje Dolnośląskie.

### Bezpieczeństwo
W zakresie ochrony przeciwpożarowej oraz innych miejscowych zagrożeń – Gorzuchów podlega rejonowi działania Powiatowej Straży Pożarnej oraz Komendzie Powiatowej Policji w Kłodzku. Funkcję dzielnicowego sprawuje mł.asp. Krzysztof Pinkiewicz.

## Gospodarka
| Rodzaj               | Powierzchnia (ha) | %      |
| -------------------- | ----------------- | ------ |
| użytki rolne         | 235               | 71,2%  |
| tereny zamieszkane   | 52                | 15,75% |
| lasy                 | 43                | 13%    |
| Powierzchnia wsi (Σ) | 330               | 100%   |

Gorzuchów jest niewielką wsią rolniczą. W 1978 r. było tu 13 gospodarstw rolnych oraz PGR, a ponadto oddział zakładów roszarniczych. Dziesięć lat później było już 20 gospodarstw rolnych i gorzelnia. Wieś posiada podstawowe zaplecze handlowo-usługowe. Ma też korzystne warunki dla rozwoju rolnictwa. Jeszcze w latach 70. XX w. wyłącznie z pracy w rolnictwie utrzymywało się ok. 38% ludności czynnej zawodowo, z kolei w 1988 r. liczba ta wynosiła aż 82%. Część mieszkańców znajduje zatrudnienie w innych miejscowościach powiatu, głównie Kłodzku i Nowej Rudzie, zwłaszcza po likwidacji na początku lat 90. PGR-u.

## Architektura i urbanistyka
Gorzuchów zachował układ wsi wielodrożnicowej i kilkanaście starych budynków mieszkalnych i gospodarczych, przeważnie z XIX w. Wśród nich występują też drewniane i drewniano-murowane chaty o cechach budowy ludowego regionu. Przy skrzyżowaniu dróg stoi wysoka kamienna kolumna maryjna z początku XIX w., zwieńczona figurą Matki Boskiej z Dzieciątkiem. Głowica kolumny ozdobiona jest kartuszem herbowym. W jej pobliżu stoi oszklona kapliczka z figurą Matki Boskiej z początku dziewiętnastego stulecia. Przy drodze do Bożkowa stoi rzeźba przedstawiająca Ukrzyżowanie.

## Szlaki turystyczne
Gorzuchów – Suszyna – Raszków – Wambierzyce

## Galeria

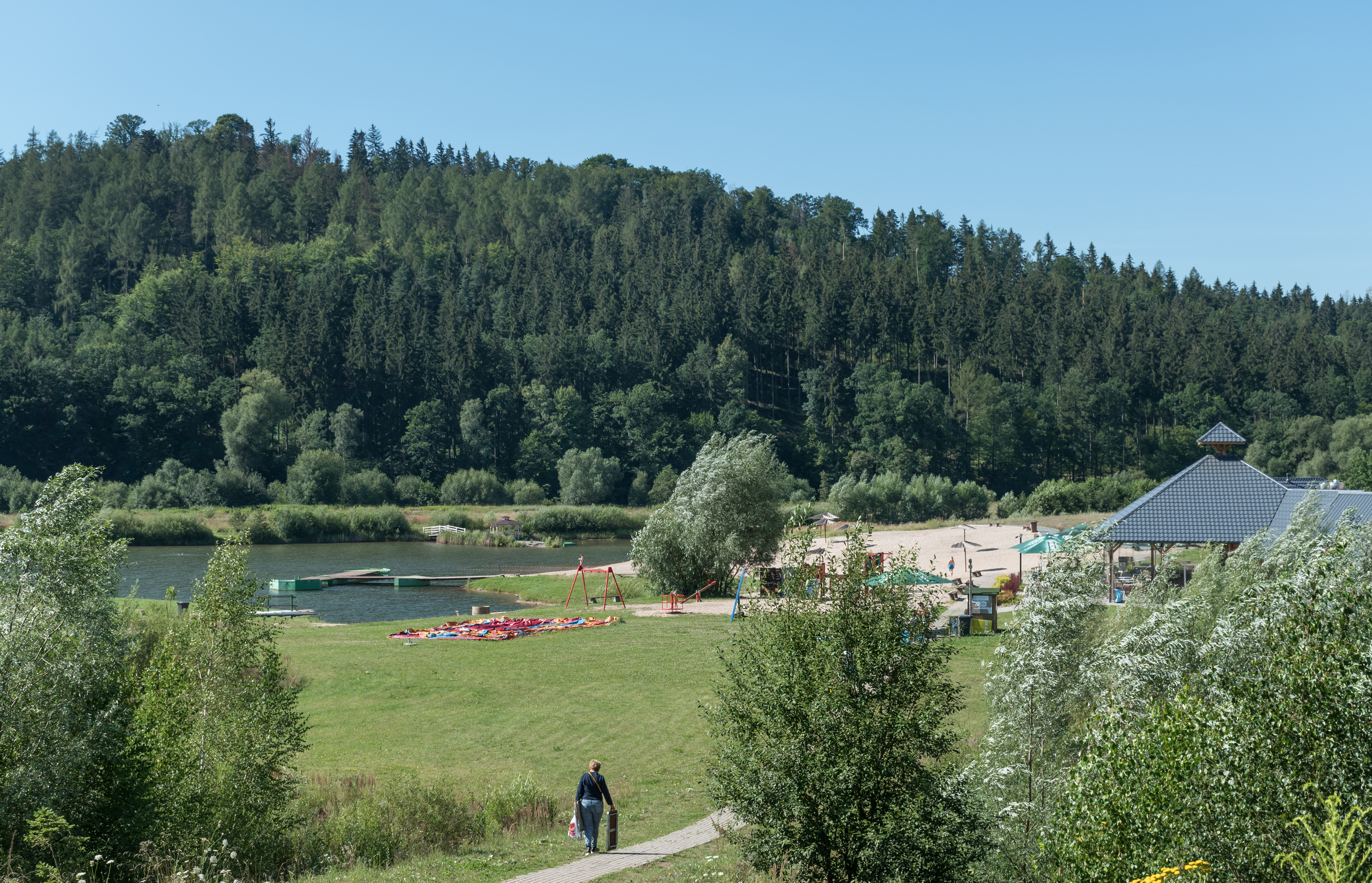
Kąpielisko
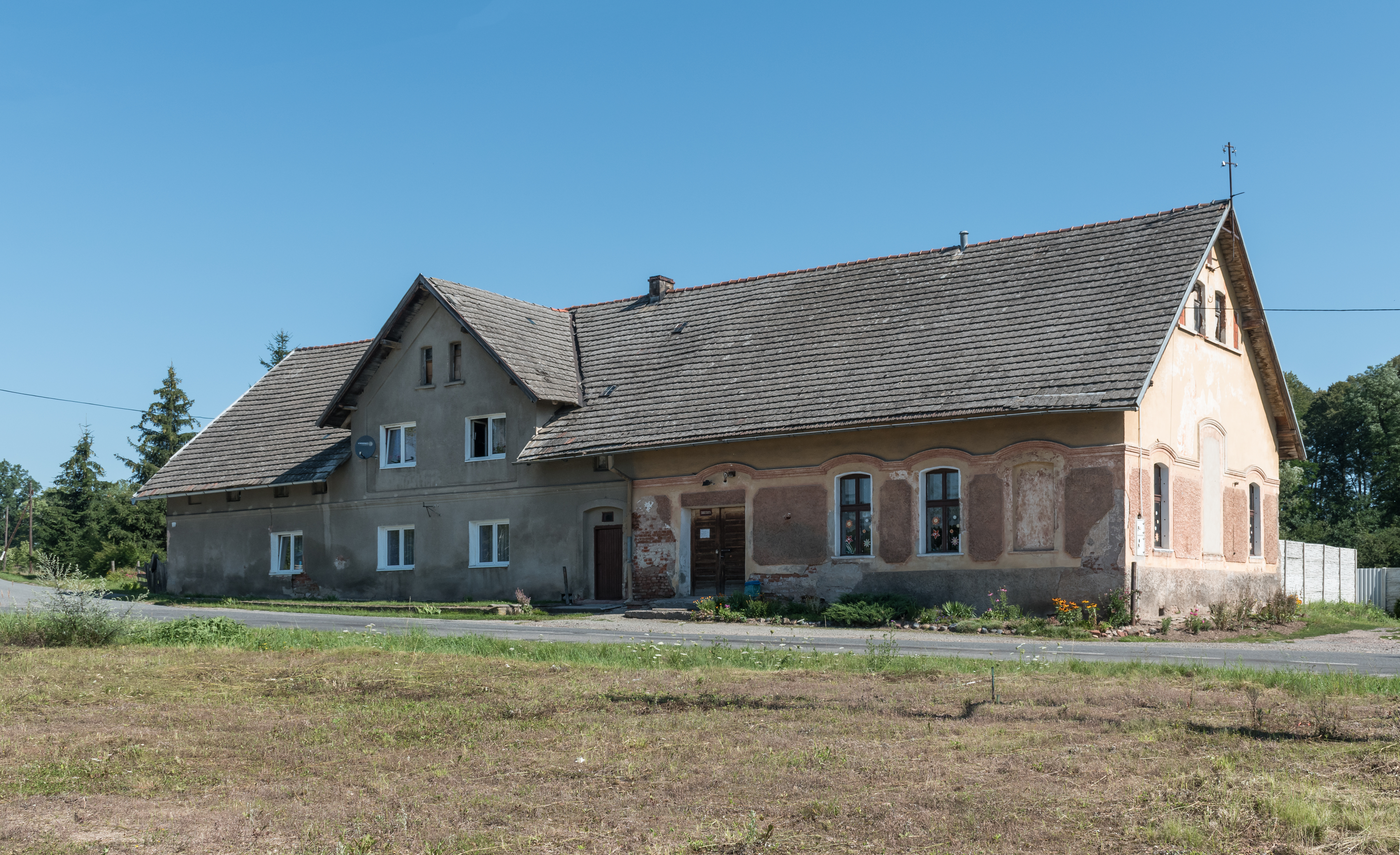
Dom nr 3, dawna gospoda
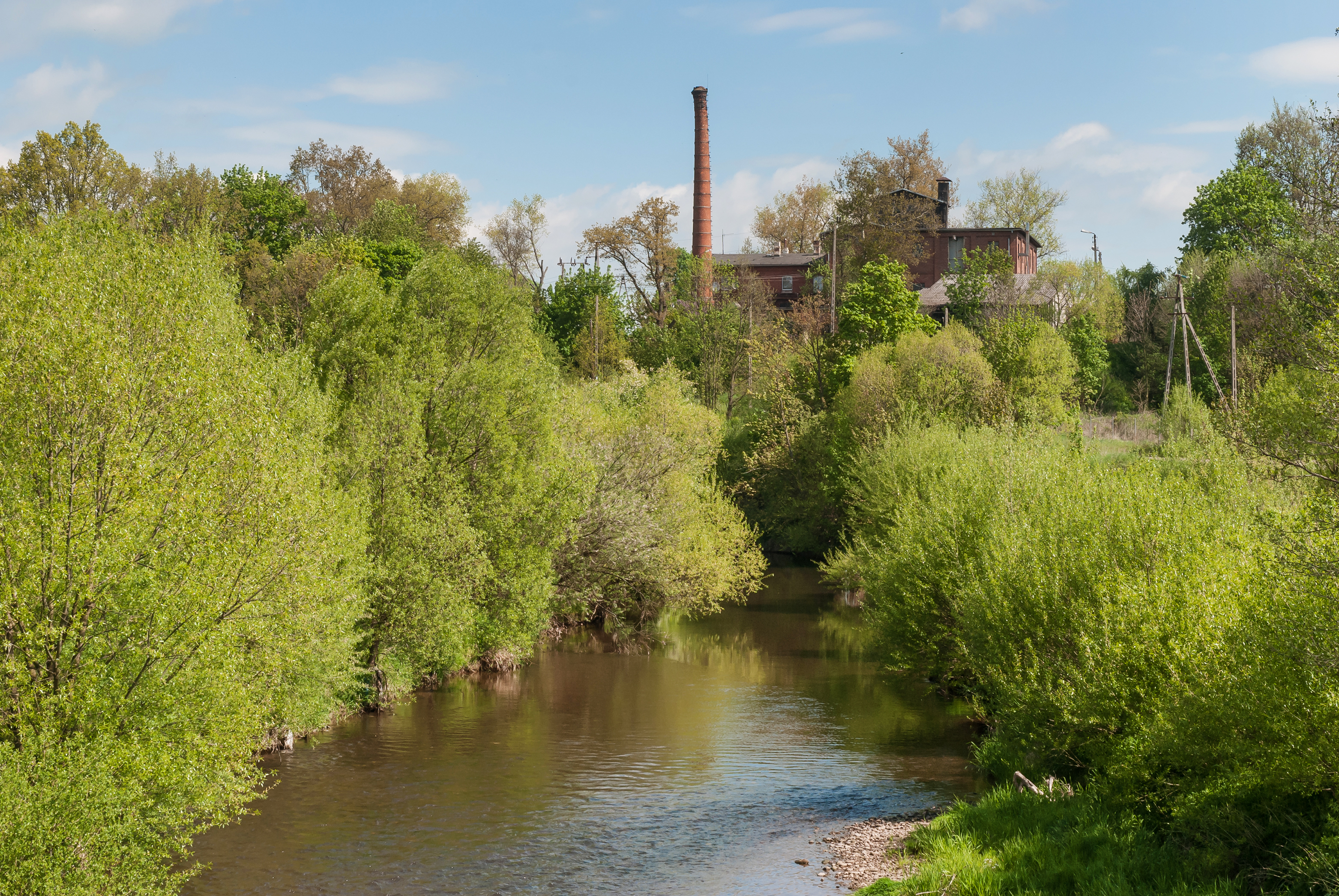
Rzeka Ścinawka
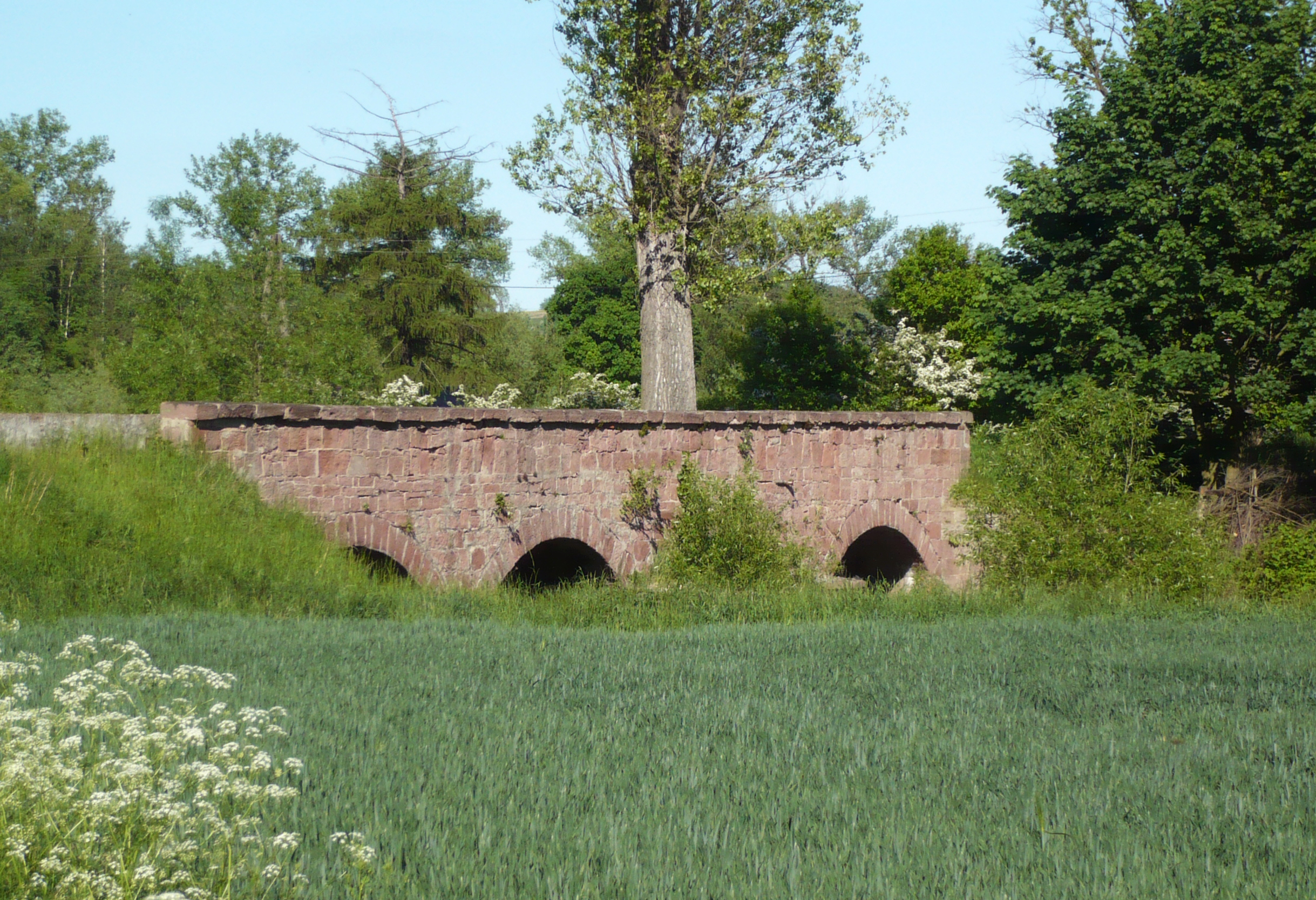
Kamienny most nad Ścinawką
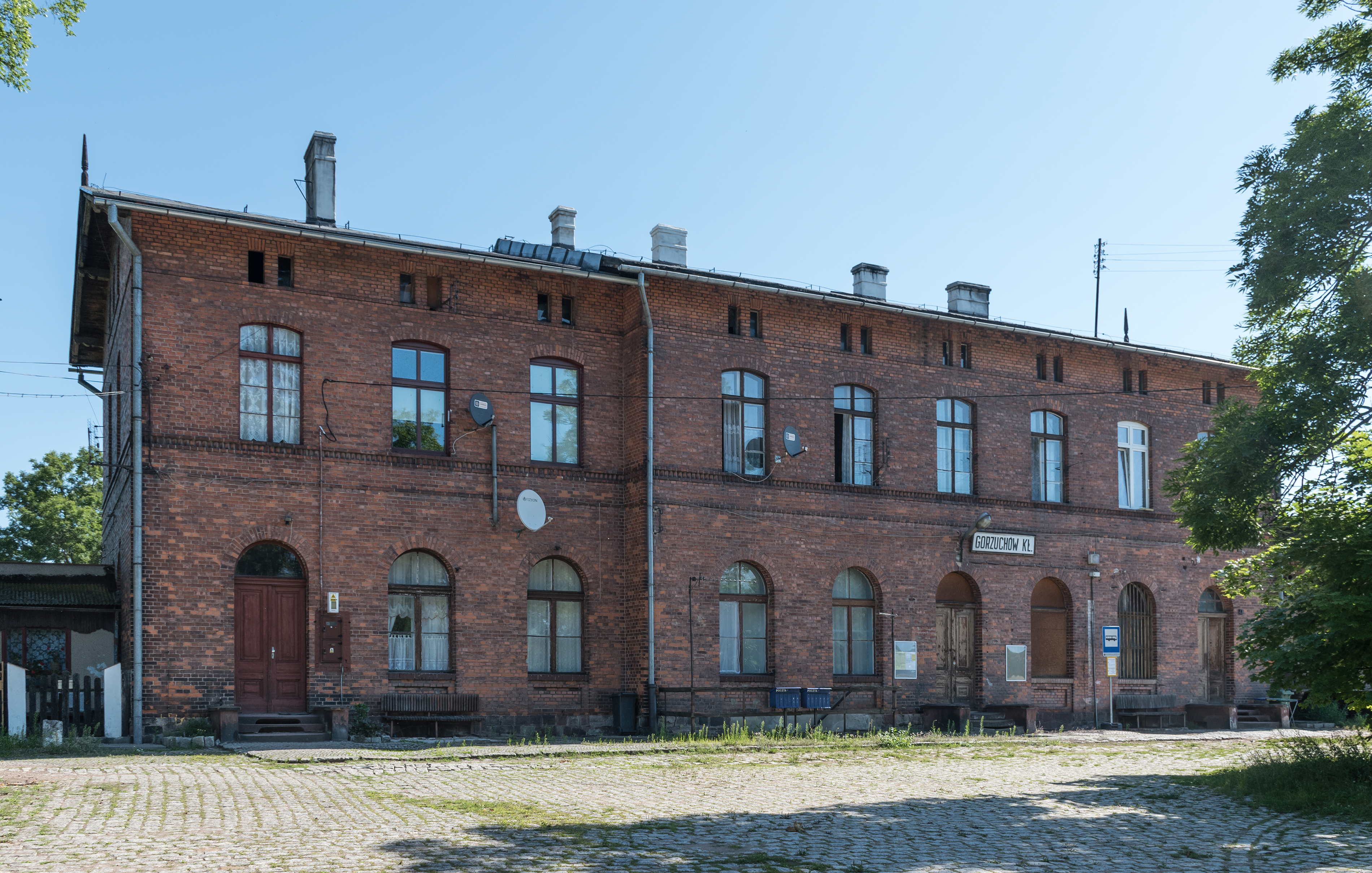
Przystanek kolejowy Gorzuchów Kłodzki
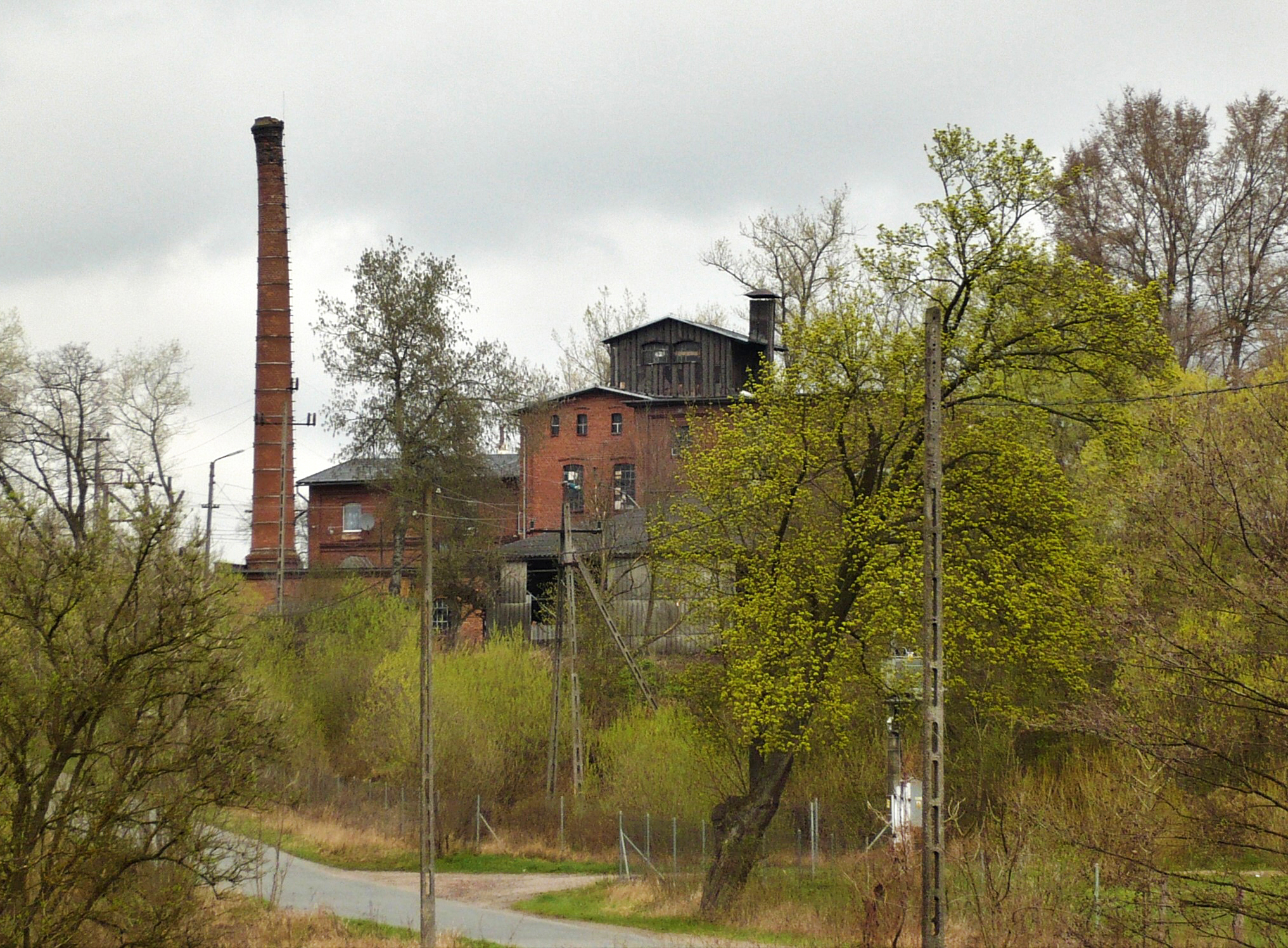
Stara gorzelnia w 2017
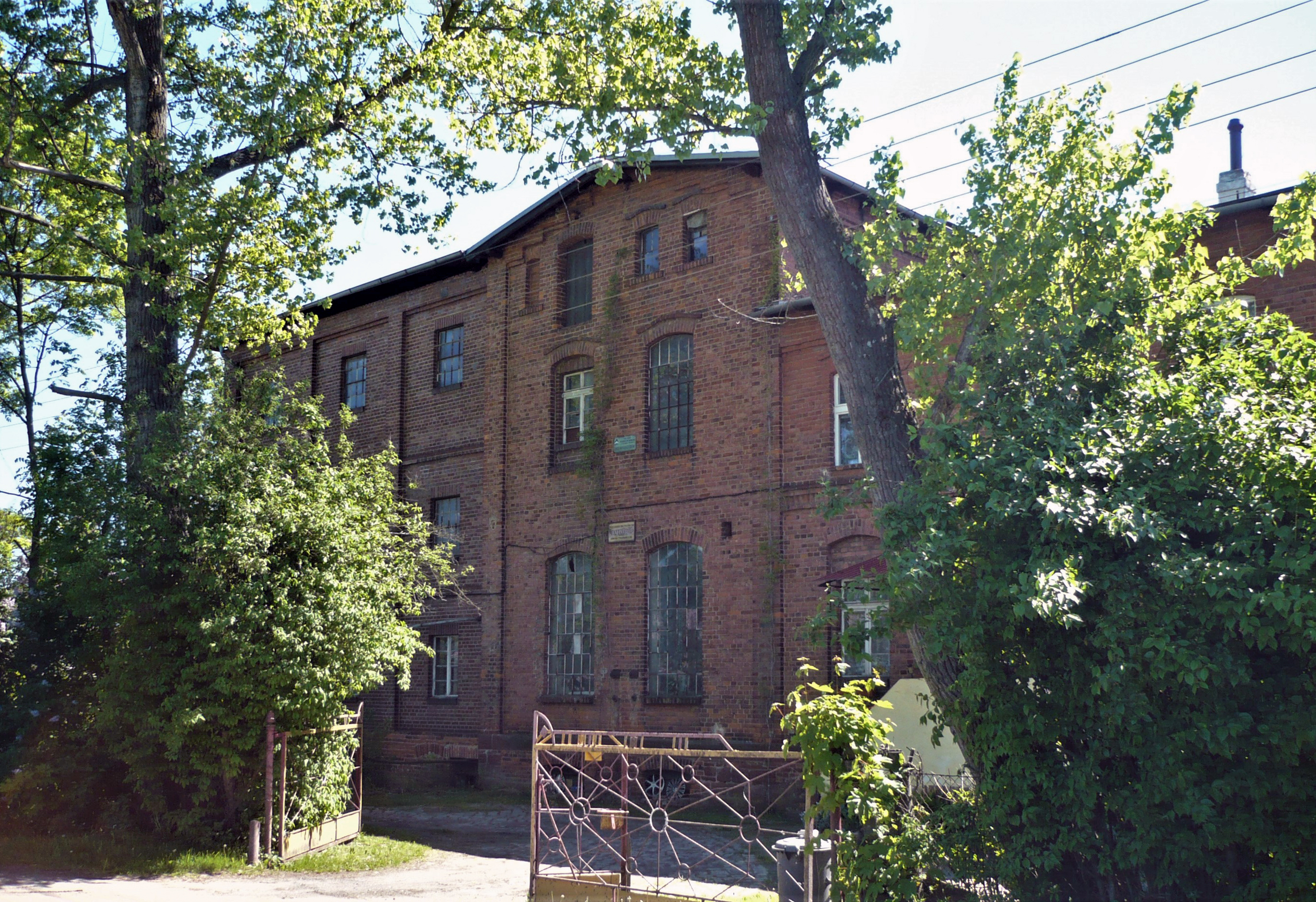
Gorzelnia w Gorzuchowie